# VARA
L'Omroepvereniging VARA és una organització pública de ràdio i televisió dels Països Baixos, que forma part de la Nederlandse Publieke Omroep. Va ser fundada el 1925 i deu el seu nom a l'acrònim Vereeniging van Arbeiders Radio Amateurs (Associació de Treballadors i Radioaficionats). El 1957 el seu nom va ser canviat a Omroepvereniging VARA, deixant de ser un acrònim.

## Història
L'enfocament original de VARA era socialista, i en l'era de la pilarització holandesa va tenir estrets vincles amb el Partit Socialdemòcrata dels Treballadors i amb el seu successor polític, el Partit del Treball. Durant molts anys els presidents de VARA eren membres prominents del partit, com Marcel van Dam i Andre Kloos. Actualment, la relació entre les dues organitzacions s'ha afeblit encara que continua havent-hi moltes afinitats, inclosa la seva orientació programàtica.
VARA té presència en els tres principals canals de televisió de NPO (NPO 1, NPO 2 i NPO 3) i totes les cadenes de ràdio excepte Ràdio 5.
En 2014, es va fusionar amb BNN per a crear BNN-VARA.